# Пікалов Микола Лаврентійович
Мико́ла Лавре́нтійович Піка́лов (15 грудня 1908, Полтава — 4 квітня 1972, Київ) — український радянський художник-оформлювач і ілюстратор; член Спілки радянських художників України з 1941 року.

## Біографія
Народився 15 грудня 1908 року в місті Полтаві (нині Україна). Упродовж 1930—1935 років навчався у Харківському художньому інституті, де його викладачами були, зокрема, Іван Падалка, Василь Касіян, Олександр Довгаль, Сергій Григор'єв. Брав участь у німецько-радянській війні. Нагороджений медаллю «За перемогу над Німеччиною».
Жив у Києві, в будинку на вулиці Академіка Філатова, № 10 а, квартира № 18. Помер у Києві 4 квітня 1972 року.

## Творчість
Працював у галузях мистецтва художнього оформлення та книжкової графіки. Серед робіт:
оформлення
- зарубіжних виставок: архітектурної, педагогічної та сільськогосподарської (1932—1933);
- павільйону «Україна» на Всесоюзній сільськогосподарській виставці (1938);
- виставки книги і книжкової графіки Української РСР на Декаді української літератури і мистецтва в Москві (1951);
- головного павільйону на Республіканській сільськогосподарській виставці у Києві (1955—1958);
- українського відділу Міжнародної ювілейної виставки книги (1967);

ілюстрації до книжок
- ювілейного видання творів Максима Горького у 16-ти томах (Київ, 1952—1955);
- «Історія української літератури» у 8-ми томах (Київ, 1967—1971);
- «Довженкові думи» (Київ, 1967).

Брав участь у республіканських виставках з 1951 року, всесоюзних — з 1953 року, зарубіжних — з 1959 року.